# Доржийн Баярхуу
Доржийн Баярхуу (род. 8 ноября 1974, Улан-Батор) — монгольский дипломат.
Окончил Институт международных отношений Монгольского государственного университета (1996), затем продолжал образование в Южной Корее и Австралии. В 1999—2001 гг. работал в представительстве авиакомпании MIAT Mongolian Airlines в Южной Корее.
С 2001 г. на дипломатической службе, работал в Министерстве иностранных дел Монголии. В 2004—2008 гг. атташе, третий секретарь Посольства Монголии в Южной Корее. Затем заместитель директора Департамента Азии, Департамента соседних стран в министерстве иностранных дел. В 2014—2017 гг. генеральный консул в Сан-Франциско. В 2017—2018 гг. советник МИД, в 2018—2021 гг. возглавлял Департамент государственного протокола.
С октября 2021 года Чрезвычайный и Полномочный Посол Монголии в Республике Казахстан. Одновременно с 2022 г. по совместительству посол в Узбекистане, а с 2023 г. в Грузии.